# Ramnasjön
Ramnasjön är en sjö i den västra delen av centrala Borås i Västergötland och ingår i Viskans huvudavrinningsområde. Sjön ligger någon kilometer från stadskärnan och utgör numera en del av Ramnaparken som den också gav namn åt 1929. Arean är 8 ha, vilket ger en träningsrunda på 1,3 km. Maxdjupet är 7 m. Det är ett fritt fiskevatten med undantag för Fågelkolonins avgränsade del och gäller endast mete. Även isfiske är tillåtet. Fiskearterna är abborre, gädda, mört och sutare.

## Kulturhistoria

### Etymologi
Sjön finns utmärkt på lantmäterikartor från 1600-talet under sitt nuvarande namn. Namnet är fornnordiskt och kommer av hrafn som betyder 'korp', en fågelart starkt förknippad med Oden i den fornnordiska mytologin. Exakt samma namn tillhör en sjö längs samma avrinningsområde, i Roasjö. Det finns även en i Halland och ytterligare en i Skåne.

### Karolinertid

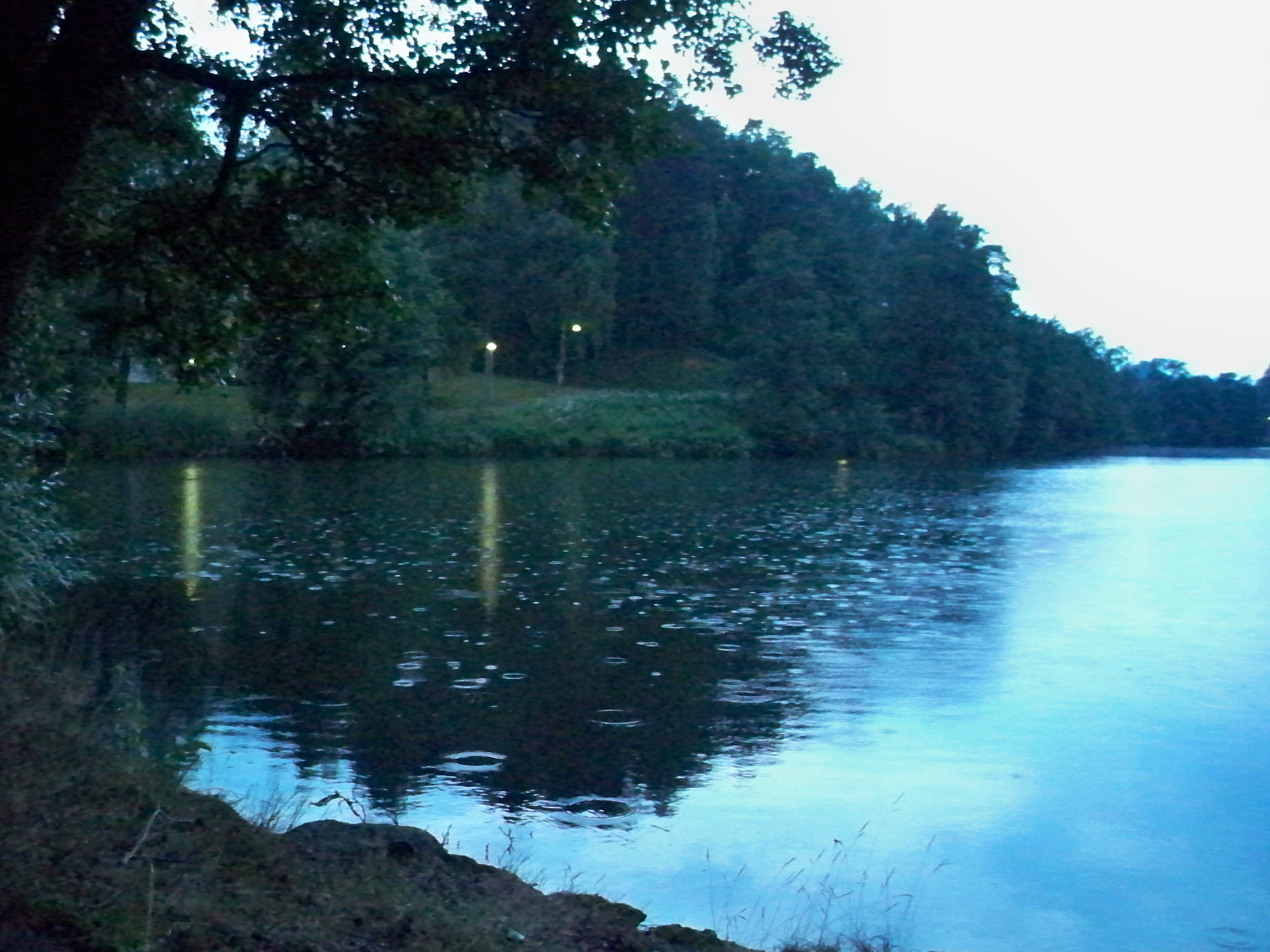
Galgbacken, tidig morgon

Längs en del av sjöns södra sida reser sig en skogklädd kulle brant och högt upp. Platån är smal och långsträckt och glest bevuxen. På andra sidan vetter den åt den gamla vägen västerut. Denna platå var Borås stads galgbacke under karolinska enväldet. De som hängdes eller steglades var förmodligen vända mot vägen på andra sidan och syntes inte från sjön.
Galgbacken togs i bruk sista gången år 1725. Då avrättades Maria Romberg där tillsammans med tre andra. Långt in på 1800-talet spökade minnet av denna händelse, om än i förvrängd form. Det hette att  borgmästaren Wijndruf "gick och letade efter sitt hufvud på galgbacken". Bland de avrättade fanns nämligen en ung rådman med detta namn. Han tillhörde en gammal borgmästarsläkt i Borås men fick aldrig möjlighet att göra anspråk på denna titel för egen del.

## Fågelkolonin
Nästan en fjärdedel av sjön är en avgränsad fågelkoloni. Initiativtagare till denna var ingenjör Fritz Hjalmar Thorén (1887-1950) som idag har en sten rest till sitt minne i närheten. Kolonin ligger i norra viken och ser ungefär likadan ut idag som när den invigdes i september 1926. Kanalen finns kvar; den grävdes för att avskilja en del av stranden till en fågelö. Fågelhusen på den ön finns också kvar, liksom husen ute i vattnet. Fågelbeståndet är något rikare, men en skillnad mot då är att tranor inte längre häckar här. Efter en större donation av grundarens båda barn, Ingemar Thorén och Kerstin Avalder, gjordes en upprustning 2007. Fler fågelhus byggdes. Ett antal voljärer tillfördes också. En samling vita duvor fick ett nybyggt duvslag inne i en voljär. Tuppar och hönor av kinesisk kungsfasan finns här också sedan dess.

### Bilder

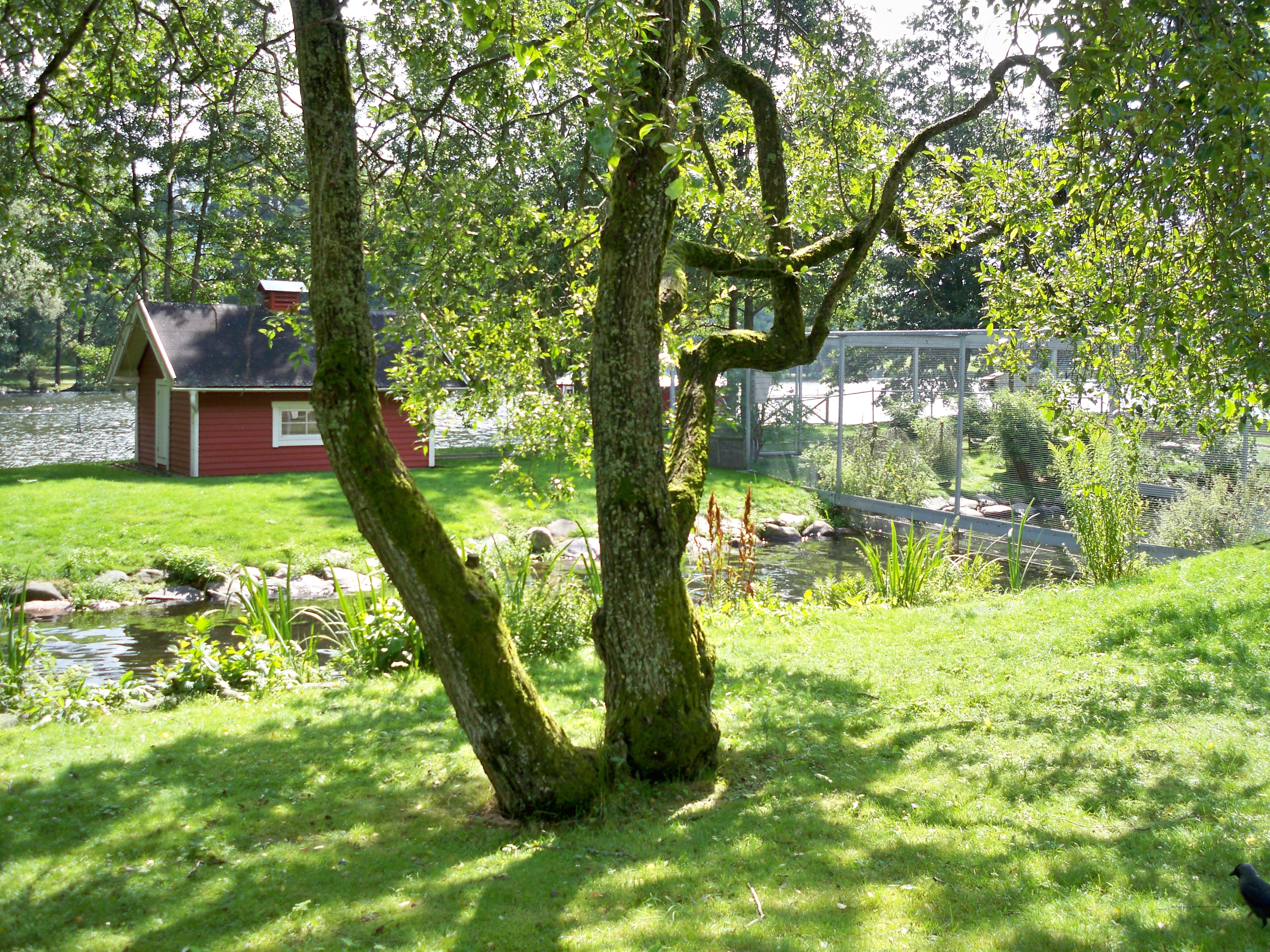
Hus på fågelön
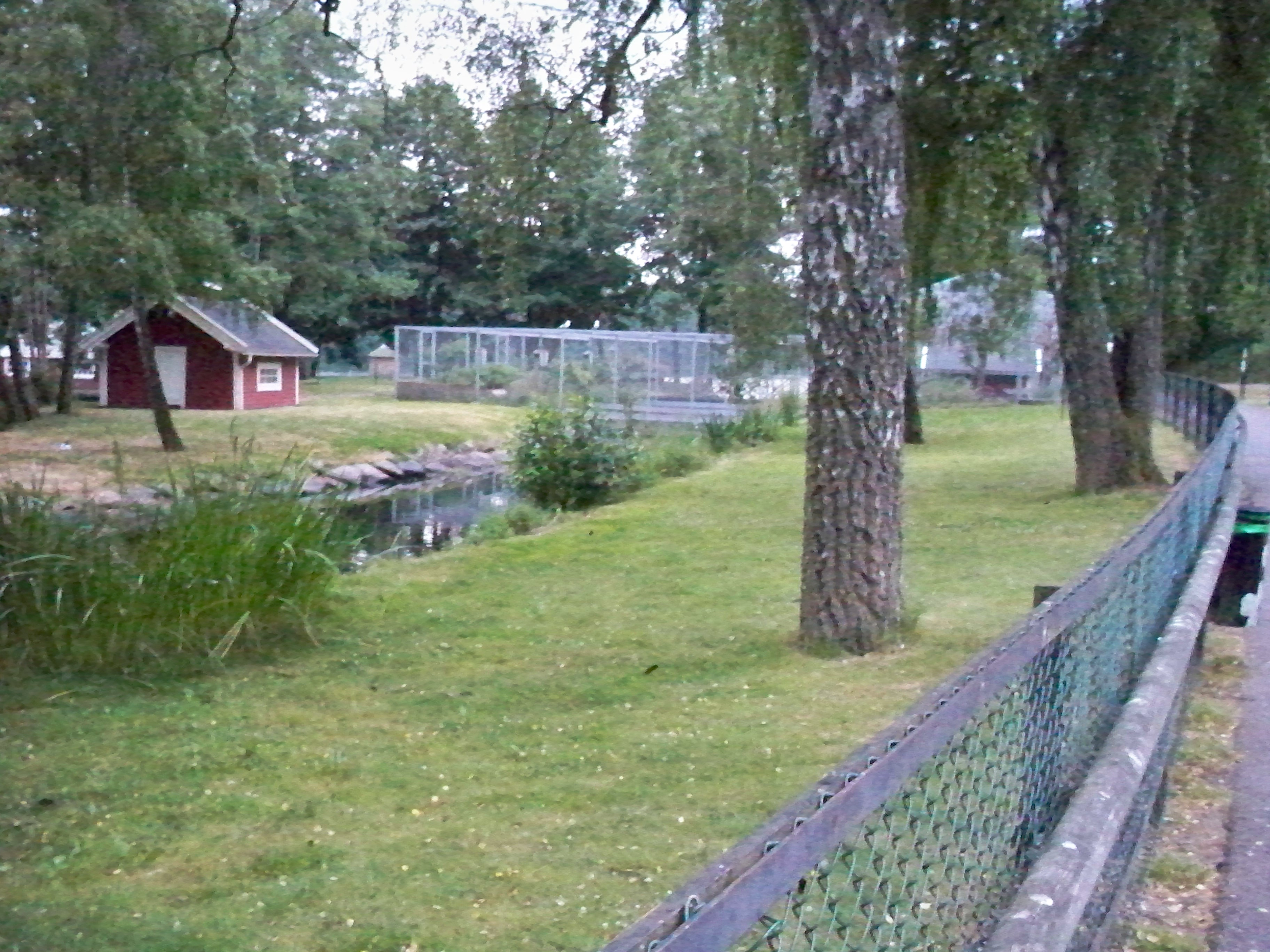
Voljär över kanalen
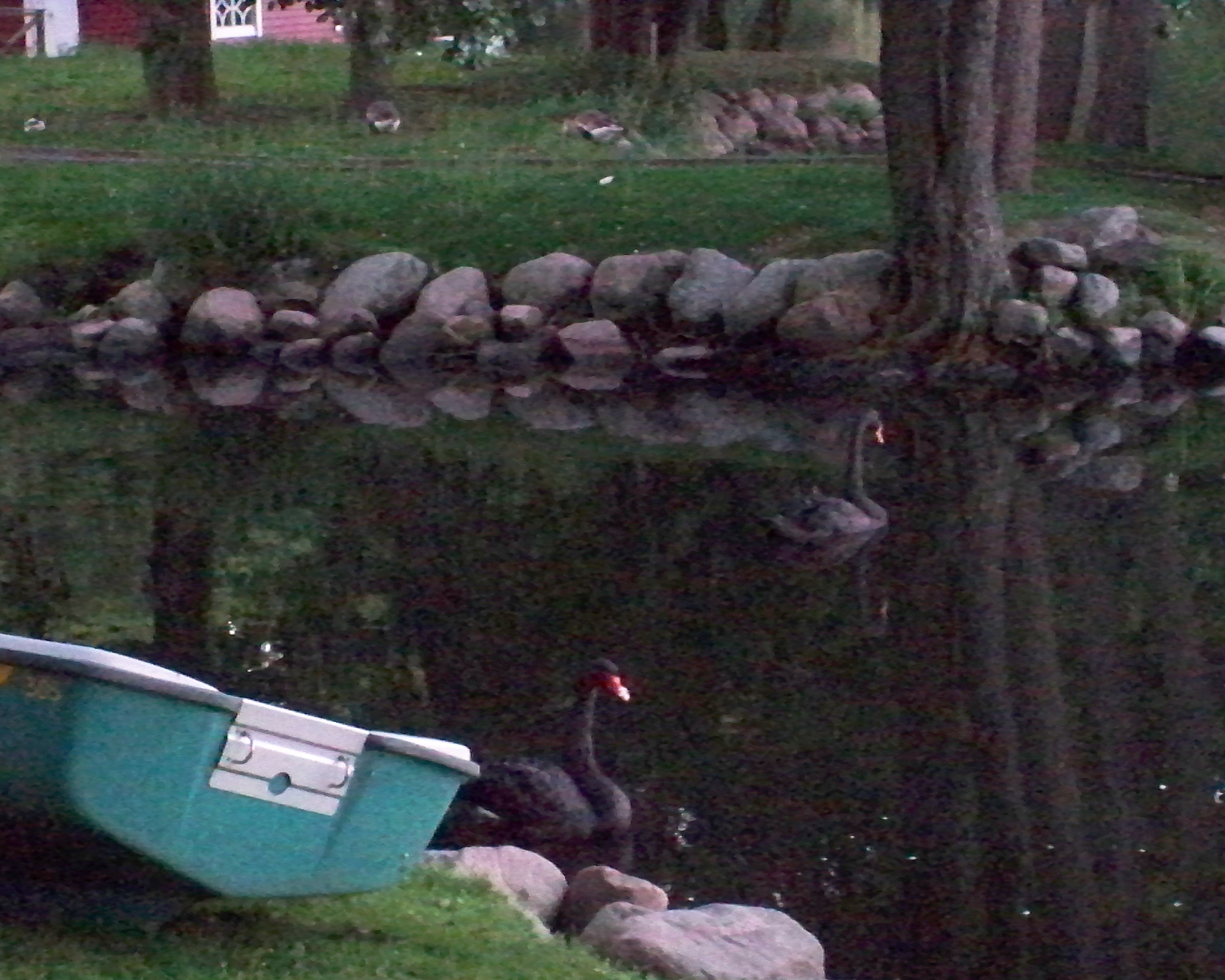
Svart svanpar en tidig sommarmorgon
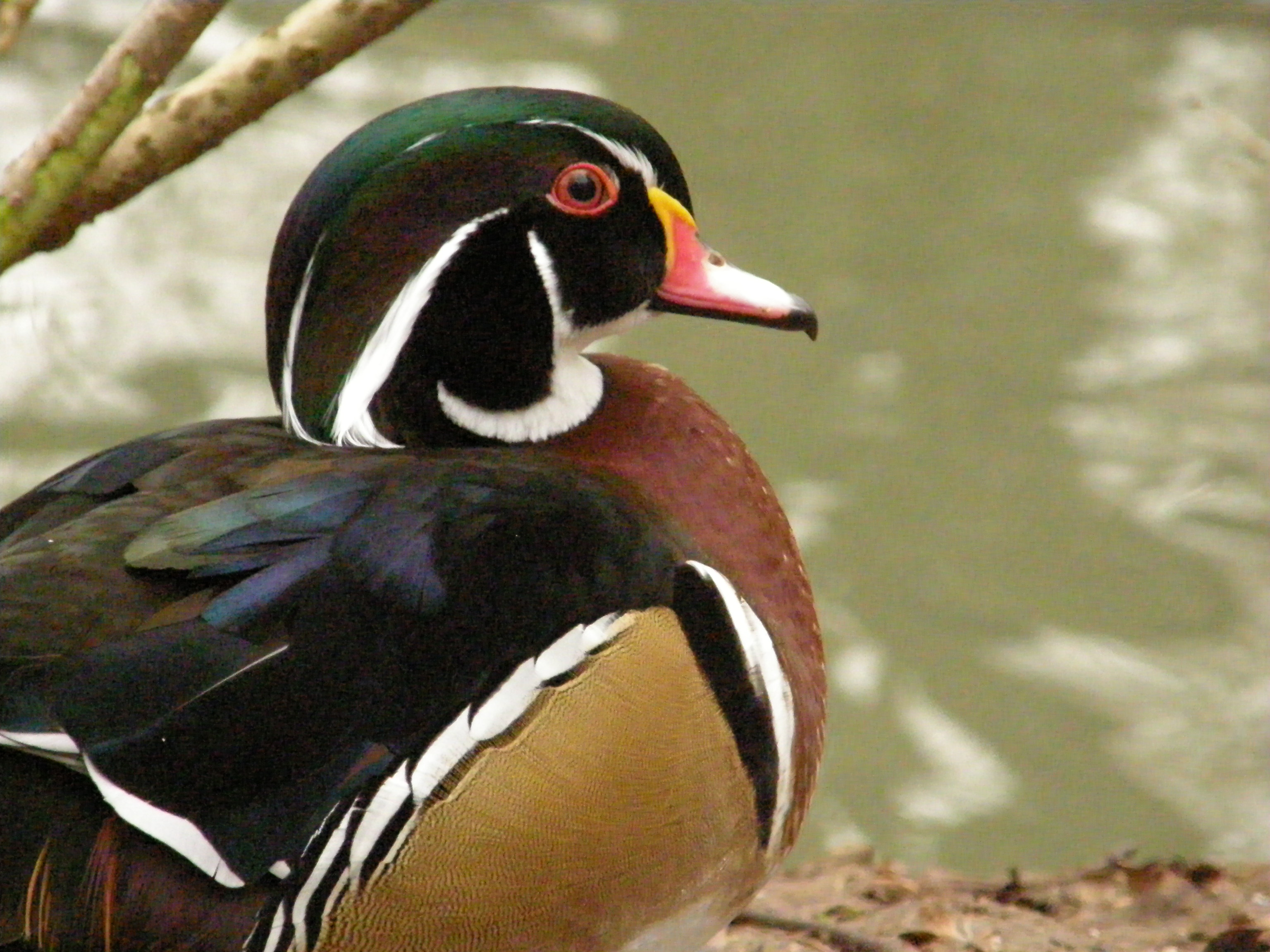
Brudand
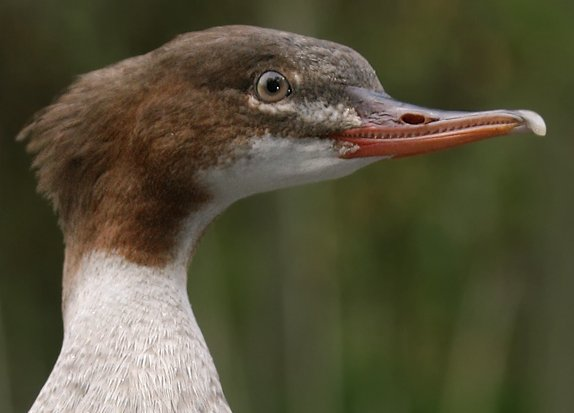
Storskrake
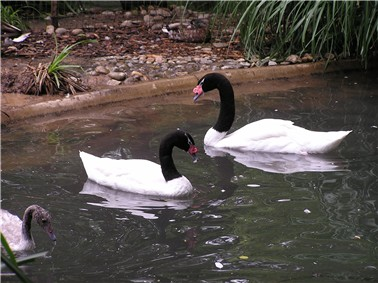
Svarthalsad svan
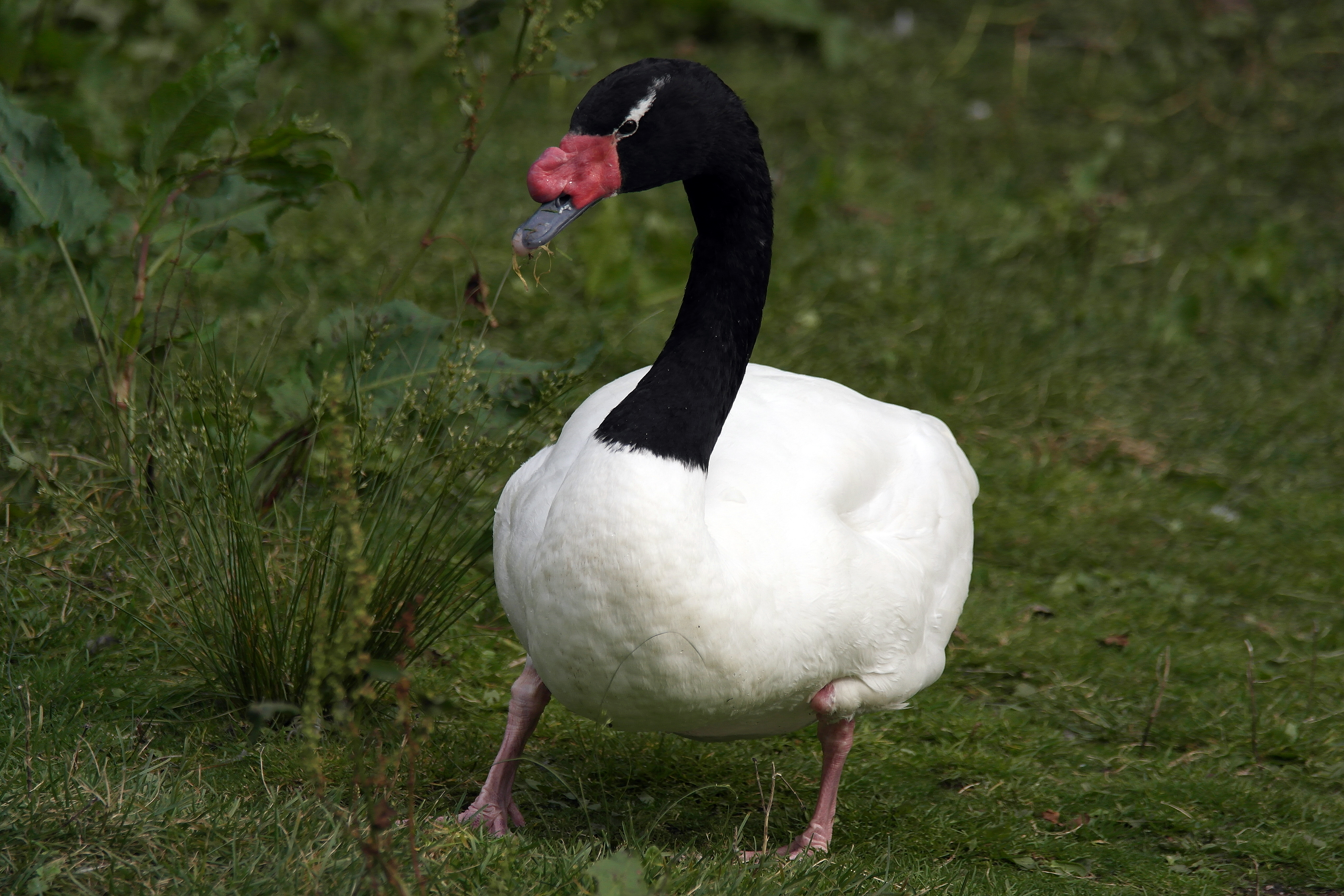
Svarthalsad svan på land
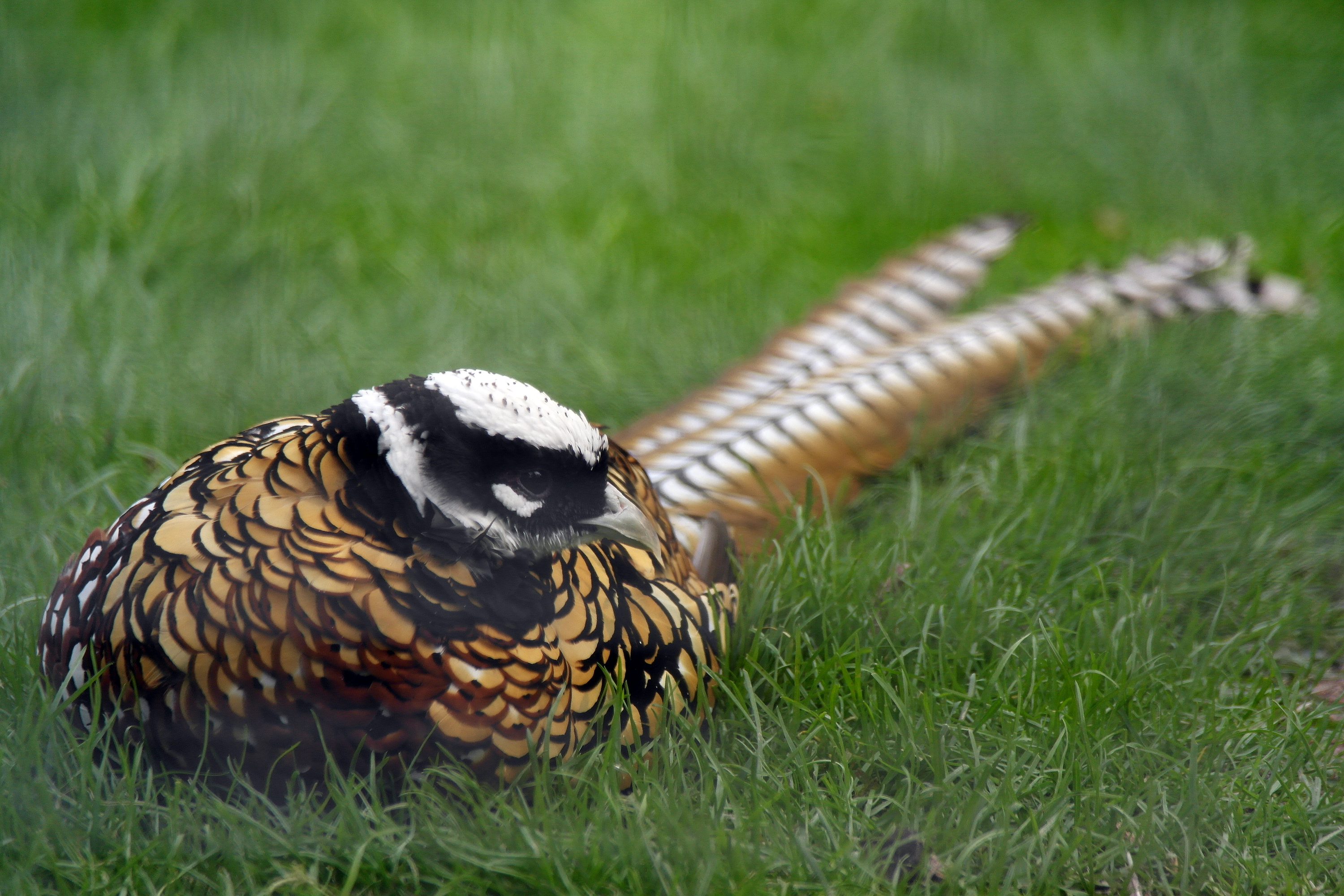
Kinesisk kungsfasan ligger och vilar
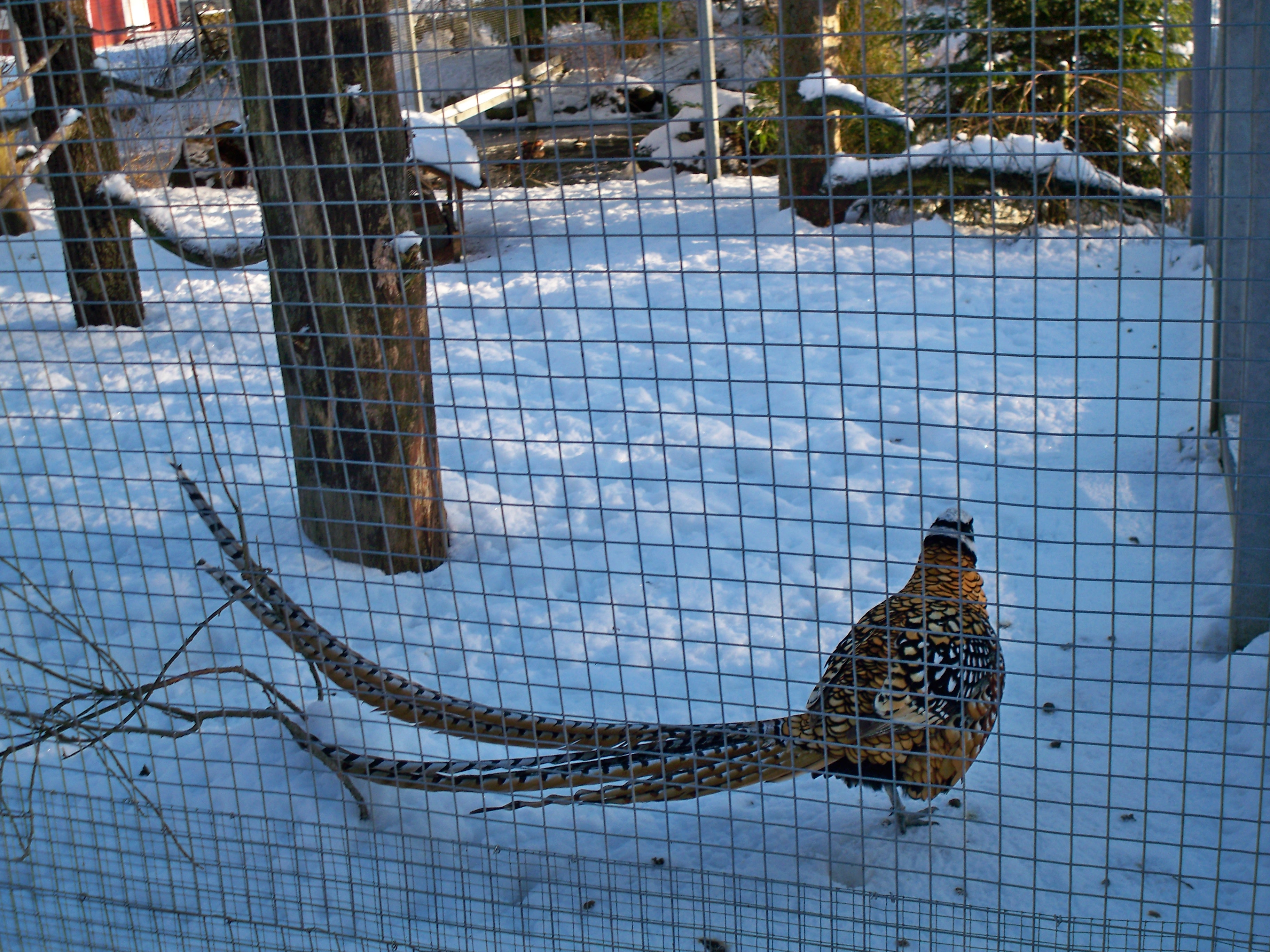
Kinesisk kungsfasan
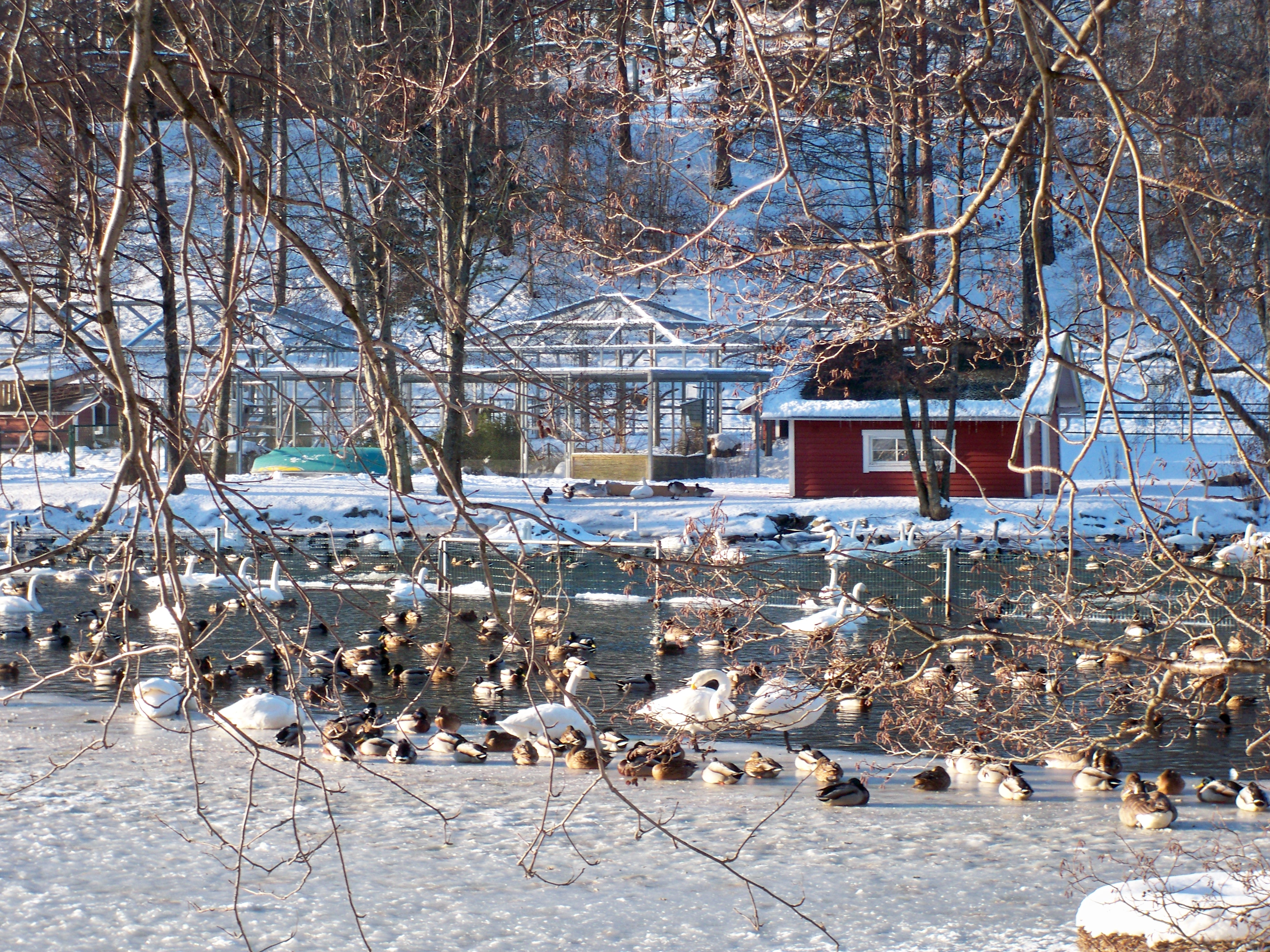
Vintertid hålls en del av sjön isfri för fåglarnas skull
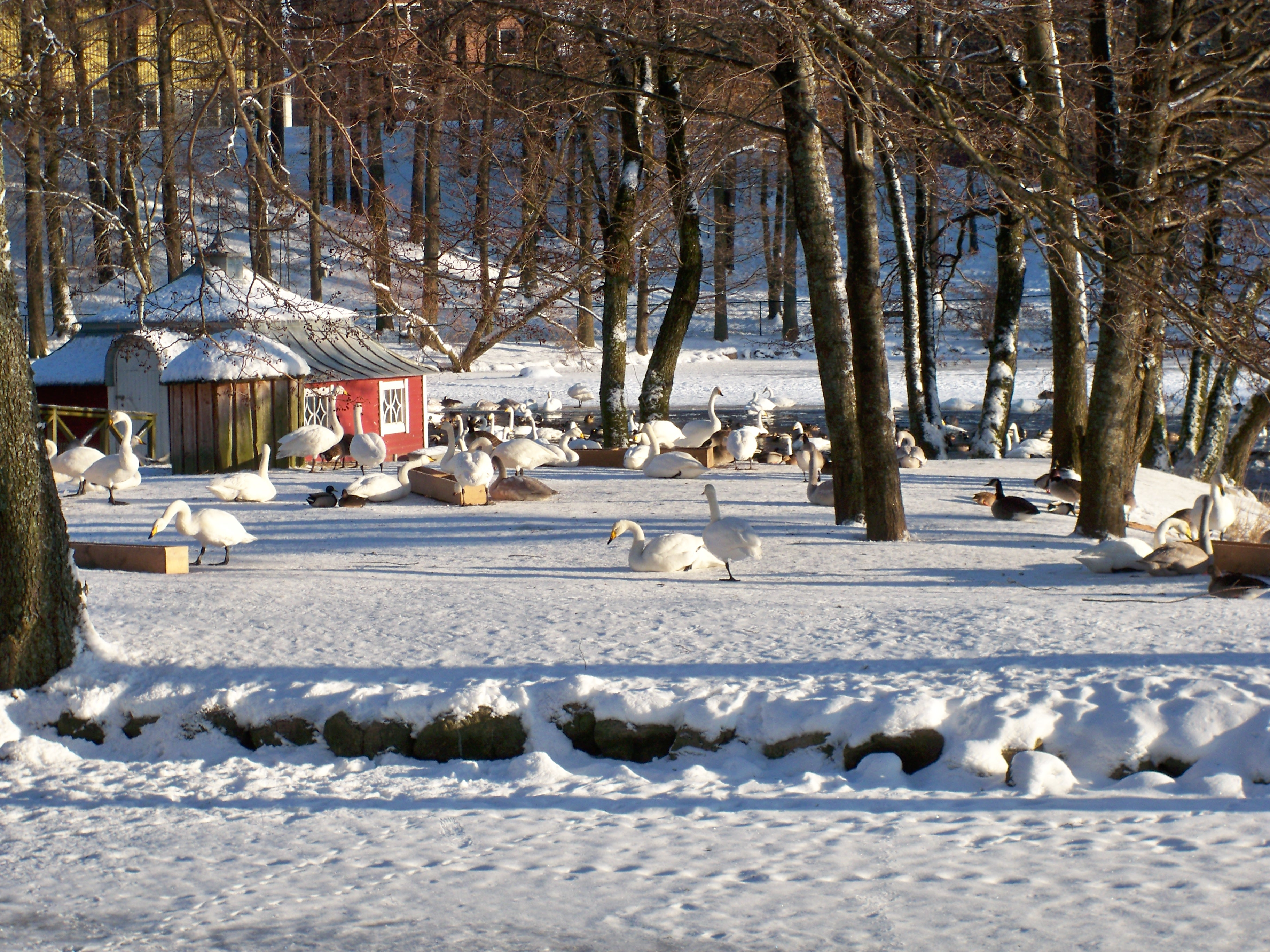
Sångsvanar och andra fåglar en solig vinterdag

### Fågelarter
Av de sjöfåglar man kan få se vid Ramnasjön hör många till Fågelkolonin och har köpts från djurparker eller uppfödare. Vissa är vilda fåglar som finns här naturligt eller som lockas hit av utfodring och av att delar av sjön hålls öppen från is på vintern. Sångsvan till exempel häckar inte här, till skillnad från knölsvan, svart svan och svarthalsad svan. Flera gåsarter förekommer, såsom den inhemska grågåsen, den sällsynta spetsbergsgåsen, den inplanterade vilda kanadagåsen och den asiatiska svangåsen. Bland andarterna finns gräsand, knipa och mandarinand som är nära släkt med brudanden. 2007 då parkens voljärer saboterades rymde ett flertal mandarinänder. De kan dock fortfarande ses i sjön, i vassen och under träden nära vattnet. De har även haft lyckade häckningar i den närliggande Byttorpssjön. Höst och vinter kan man för övrigt också se stora flockar av storskrake fiskande tillsammans efter småfisk. Den svenska dykanden knipa som ovanligt nog häckar i fågelholkar finns här. Trutar och skrattmås syns också till emellanåt men av denna art är det enbart fiskmås som häckar här. Har man tur kan man någon gång också få syn på en sothöna.

## Delavrinningsområde
Ramnasjön ingår i delavrinningsområde (639954-132691) som SMHI kallar för Vid Q i Län punkt. Medelhöjden är 152 meter över havet och ytan är 20,56 kvadratkilometer. Räknas de 17 avrinningsområdena uppströms in blir den ackumulerade arean 529,41 kvadratkilometer. Avrinningsområdets utflöde Viskan mynnar i havet. Avrinningsområdet består mestadels av skog (61 %) och öppen mark (11 %). Avrinningsområdet har 0,22 kvadratkilometer vattenytor vilket ger det en sjöprocent på 1,1 %. Bebyggelsen i området täcker en yta av 4,5 kvadratkilometer eller 24 % av avrinningsområdet.